# Gradungula sorenseni
Genre
Espèce
Gradungula sorenseni, unique représentant du genre Gradungula, est une espèce d'araignées aranéomorphes de la famille des Gradungulidae.

## Distribution
Cette espèce est endémique de Nouvelle-Zélande. Elle se rencontre dans l'Ouest de l'île du Sud et sur l'île Stewart.

## Description
La carapace de la femelle holotype mesure 4,68 mm de long sur 4,04 mm et l'abdomen 8,28 mm de long sur 5,23 mm et la carapace du mâle paratype mesure 4,58 mm de long sur 4,09 mm et l'abdomen 5,57 mm de long sur 3,08 mm.

## Systématique et taxinomie
Cette espèce a été décrite par Forster en 1955.
Ce genre a été décrit par Forster en 1955 dans les Gradungulidae.

## Étymologie
Cette espèce est nommée en l'honneur de John Herman Sorensen.

## Publication originale
- Forster, 1955 : « A new family of spiders of the sub-order Hypochilomorphae. » Pacific Science, vol. 9, no 3, p. 277-285 (texte intégral).